# Улица Кибальчича (Чернигов)
Улица Кибальчича (укр. Вулиця Кибальчича) — улица в Деснянском районе города Чернигова. Пролегает от улицы Северная до проспекта Михаила Грушевского (улицы 1 Мая).
Примыкают переулок Андрея Карнабеда (Короленко), улицы Киевская, Виктора Костарчука, Сосновая.

## История
Водопроводная улица — в честь Черниговского водопровода, первая магистраль которого была построена в период 1880-1901 годы от насосной станции на Яловщине — проложена в 1930-е годы в период первых пятилеток, когда границы города расширялись в северном направлении.   
В 1960 году улица получила современное название — в честь русского революционера-народовольца и изобретателя Николая Ивановича Кибальчича.
Изначально улица пролегала от Лесной улицы до 1 Мая, в 1980-е годы первый квартал был ликвидирован: построен гаражный кооператив № 17, застроен домами улицы Лесная.

## Застройка
Улица пролегает в восточном и юго-восточном направлении параллельно улице Довженко. Парная и непарная стороны улицы заняты усадебной застройкой. 
Учреждения:
1. дом № 4 — гаражный кооператив № 17